# Герб Тарутинського району
Герб Тарутинського району — офіційний символ Тарутинського району, затверджений 14 серпня 2009 р. рішенням сесії районної ради.
Автори герба: Андрій Гречило, Андрій Позняков і Павло Яричук.

## Опис
На золотому щиті чорний здиблений кінь. Щит увінчаний стилізованою короною з трьома зеленими зубцями у вигляді листків калини, між якими по одному червоному кетягу калини, та облямований вінком із золотого колосся, обвитого виноградною лозою з трьома синіми гронами винограду. Під щитом срібний рушник з червоним орнаментом і лазуровим написом "Тарутинський район".